# Hamlet polski. Portret Aleksandra Wielopolskiego

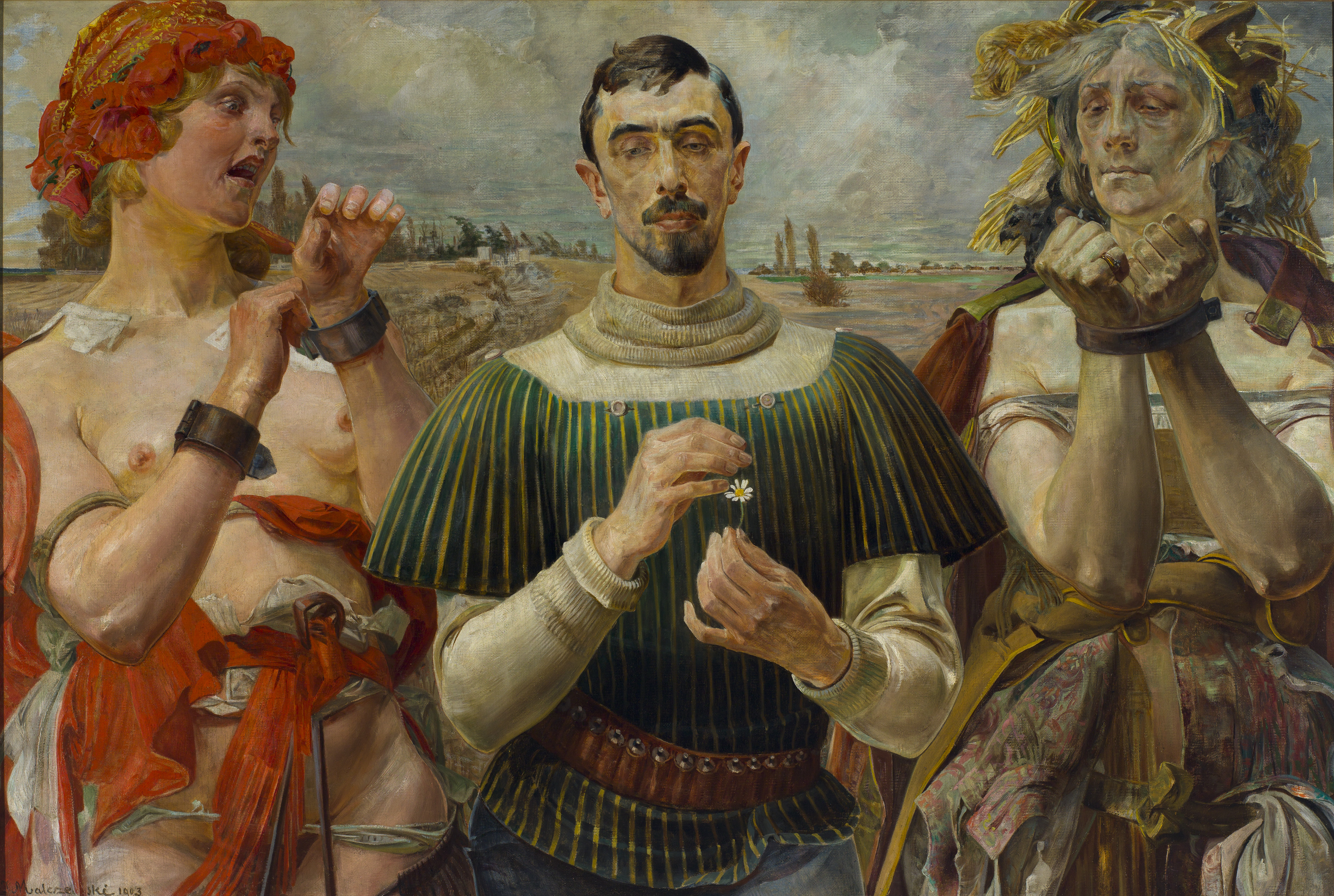
Hamlet polski. Portret Aleksandra Wielopolskiego
Jacek Malczewski, 1903
100 × 148 cm
Öl auf Leinwand
Nationalmuseum Warschau

Hamlet polski. Portret Aleksandra Wielopolskiego ist ein allegorisches Gemälde von Jacek Malczewski aus dem Jahr 1903. Das in Öl auf Leinwand ausgeführte, 100 Zentimeter hohe und 148 Zentimeter breite Gemälde zeigt den Führer der Regierung Kongresspolens Aleksander Wielopolski umgeben von zwei Allegorien des Schicksals Polens. Hamlet polski. Portret Aleksandra Wielopolskiego befindet sich in der Sammlung des Nationalmuseums in Warschau.

## Bildbeschreibung
Im Zentrum der Komposition befindet sich Aleksander Wielopolski, der die Regierung Kongresspolens führte. Er ist in einem gelb-grünen Gewand dargestellt und trägt einen Patronengürtel, in dem sich statt Patronen Farbtuben befinden. Wielopolski zupft die Blätter einer Blüte aus. Zu seiner linken Seite zeigte Malczewski eine Allegorie des unfreien Polens, die er als alte Frau mit Handschellen darstellte. Rechts von Wielopolski, also auf der heraldisch bedeutenderen Seite, stellte der Maler hingegen das junge Polen mit gesprengten Fesseln dar. Damit nimmt das Bild Bezug auf zwei mögliche Entwicklungen der polnischen Geschichte, die von den Entscheidungen Wielopolski abhing. Auf das Entscheidungsdilemma verweist auch der Bildtitel mit seiner Referenz auf Hamlet. Im Bildhintergrund befindet sich die Ansicht einer Stadt mit Hafen.

## Hintergrund
Hamlet wurde in Polen als polnischer Prinz rezipiert und nahm in der polnischen Kultur eine bedeutende Position ein. Deshalb wurde dem Porträt auch dieser Titel zugewiesen. Der Historiker Wiesław Juszczak sagte über das Gemälde: “This is not ‘a’ man in a background, which may represent nature ‘in general,’ but a Pole against the background of Poland.” Damit ist der nationale Interpretationsrahmen der Allegorie aufgezeigt.